# HD 93237
HD 93237，又名CP-79 548，SAO 256745、HR 4206，是一颗恒星，视星等为5.97，位于銀經297.18，銀緯-18.39，其B1900.0坐标为赤經10h 40m 48.2s，赤緯-79° -18.39′ 33″。